# Marek IV (prawosławny patriarcha Antiochii)
Marek IV – prawosławny patriarcha Antiochii w 1476 r.